# Oh Ban-suk
Oh Ban-suk (en coreano: 오반석; Gwacheon, Gyeonggi, 20 de mayo de 1988) es un futbolista surcoreano que juega en la demarcación de defensa para el Busan IPark F. C. de la K League 2.

## Selección nacional
Hizo su debut con la selección de fútbol de Corea del Sur el 28 de mayo de 2018 en un encuentro amistoso contra Bosnia y Herzegovina que finalizó con un resultado de 1-3 a favor del combinado bosnio tras los goles de Lee Jae-Sung para Corea del Sur, y un triplete de Edin Višća para Bosnia. El 2 de junio de 2018 fue elegido por el seleccionador Shin Tae-yong para el equipo que disputaría la Copa Mundial de Fútbol de 2018.

## Clubes
| Club                             | País          | Año       | Partidos | Goles |
| -------------------------------- | ------------- | --------- | -------- | ----- |
| Jeju United F. C.                | Corea del Sur | 2011-2018 | 215      | 8     |
| Al-Wasl                          | EAU           | 2018-2019 | 16       | 1     |
| Muangthong United F. C. (cedido) | Tailandia     | 2019      | 25       | 2     |
| Jeonbuk Hyundai Motors F. C.     | Corea del Sur | 2020      | 0        | 0     |
| Incheon United F. C.             | Corea del Sur | 2020-2024 | 108      | 3     |
| Busan IPark F. C.                | Corea del Sur | 2025-     | 1        | 0     |